# خانه عماد
خانه عماد یک سازمان غیرانتفاعی در تهران است و برای خانواده‌های کودکانی که از شهرهایی غیر از تهران، برای عمل‌های جراحی مربوط به پیوندهای مغز استخوان و پیوند اعضا به تهران می‌آیند، امکان اسکان رایگان فراهم می‌کند. کودک بیمار و مادرش می‌توانند پس از انجام عمل جراحی، بدون دغدغه در این مرکز با شرایط بهداشتی استاندارد و مراقبت کافی سکونت داشته باشند. این اسکان به صورت سوئیت یا اتاق‌هایی به همراه آشپزخانه مشترک است. خانه عماد به عنوان یک سازمان غیرانتفاعی در ایران ثبت شده است.
اولین خانه عماد در بهمن ماه ۱۳۹۷ در نزدیکی بیمارستان مفید افتتاح شد، اما در حال حاضر ساختمان اصلی خانه عماد در خیابان قبا قرار دارد.

## داستان تاسیس
خانه عماد به یاد و خاطره عماد آرمان شامخی تاسیس شده است. عماد در اردیبهشت ۱۳۹۵ در شهر استیت کالج واقع در ایالت پنسیلوانیای آمریکا به دنیا آمد. بعد از تولد مشخص شد عماد مبتلا به سندروم داون و یک بیماری قلبی نادر (HLHS) است. عماد مجموعا بیشتر از ۷ ماه در بیمارستان‌های کودکان در هرشی، اورلاندو و فیلادلفیا بستری بود. عماد دقیقا ۴ روز بعد از تولد یک سالگی‌اش از دنیا رفت. عماد در آرامگاه ایرانیان در نزدیکی شهر فیلادلفیا به خاک سپرده شد.

خانه عماد بر اساس تجربه خانواده‌ی او از سکونت در خانه‌های رونالد مک‌دونالد و با الگو گرفتن از خیریه هدیه زندگی تاسیس شده است. خانواده عماد، انگیزه‌ خود از تاسیس خانه عماد را چنین عنوان می‌کنند:
انگیزه ما از تاسیس بنیاد، به واسطه‌ی تجربه‌ای  شکل گرفت که در دوران بیمارستان عماد داشتیم. همه بیمارستان‌های عماد در فاصله بسیار زیادی از شهر محل زندگی ما قرار داشتند. در اطراف همه این بیمارستان‌ها مجموعه‌هایی توسط موسسات خیریه برای اقامت خانواده‌های بیماران تاسیس شده ‌بود. این در حالی‌ است که در ایران، بسیاری از خانواده‌‌ها که برای درمان فرزندشان به شهرهای دیگر می‌روند، در طول دوران بستری، درون چادرهای مسافرتی در کنار بیمارستان‌ها اقامت دارند.

آرزوی ما این است که هیچ خانواده‌ای در طول زمان بستری فرزند خود دغدغه‌ای از بابت اقامتگاه مناسب و دسترسی به غذای سالم و بهداشتی نداشته باشد. ماموریت ما در بنیاد عماد این است که در دوران پر فراز و نشیب بیماری کودکان همراه خانواده‌ها باشیم و با تمام توان به آنها کمک کنیم تا در این مسیر با روحیه‌ای بهتر، با انرژی و پر توان قدم بردارند.

## مدیریت
مسئولان خانه رونالد مک‌دونالد مدارک چگونگی اداره این مرکز را در اختیار موسسین خانه عماد قرار داده‌اند تا آن‌ها بتوانند الگویی مشابه را برای مدیریت این مرکز پیاده‌سازی کنند. وظیفه نگه‌داری و تمیز کردن خانه عماد بر عهده خانواده‌هایی است که در خانه عماد اقامت دارند. آن‌ها به ‌نوبت و از روی برنامه اتاق‌ها را تمیز می‌کنند. موسسین خانه عماد معتقد هستند: "اینجا درست مثل خانه خودشان است اما کارها باید برنامه داشته باشد".
در خانه عماد اتاق‌ها روزی یک‌بار با محلول ضدعفونی‌کننده تمیز می‌شود و همیشه الکل در اختیار همراهان هست تا بتوانند همه‌چیز را تمیز کنند. از ورود افراد مریض یا کسانی که واکسن زده‌اند و بدنشان میکروب ضعیف‌شده دارد جلوگیری می‌شود تا محیطی شبیه به اتاق‌های ایزوله بیمارستان‌ها برای میهمانان فراهم باشد.
در حال حاضر خانم افسانه قوام‌شهیدی، مادربزرگ عماد، این مجموعه را به صورت داوطلبانه مدیریت می‌کنند.

## خانه‌ها
اولین خانه عماد در بهمن ماه ۱۳۹۷ در نزدیکی بیمارستان مفید افتتاح شد. اما بعد از آن، خانه‌هایی به این مجموعه اضافه شد. در تمامی خانه‌های عماد، اتاق‌های مستقل با امکانات مناسب، آشپزخانه‌های اشتراکی با وسایل مستقل برای هر خانواده، سرویس‌های بهداشتی جداگانه برای کودکان، فضای بازی، سرگرمی و کتابخوانی برای کودکان، فضاهای عمومی و مناسب دورهمی‌های خانوادگی در اختیار مهمانان قرار می‌گیرد.
در حال حاضر، خانه عماد دارای سه خانه است:

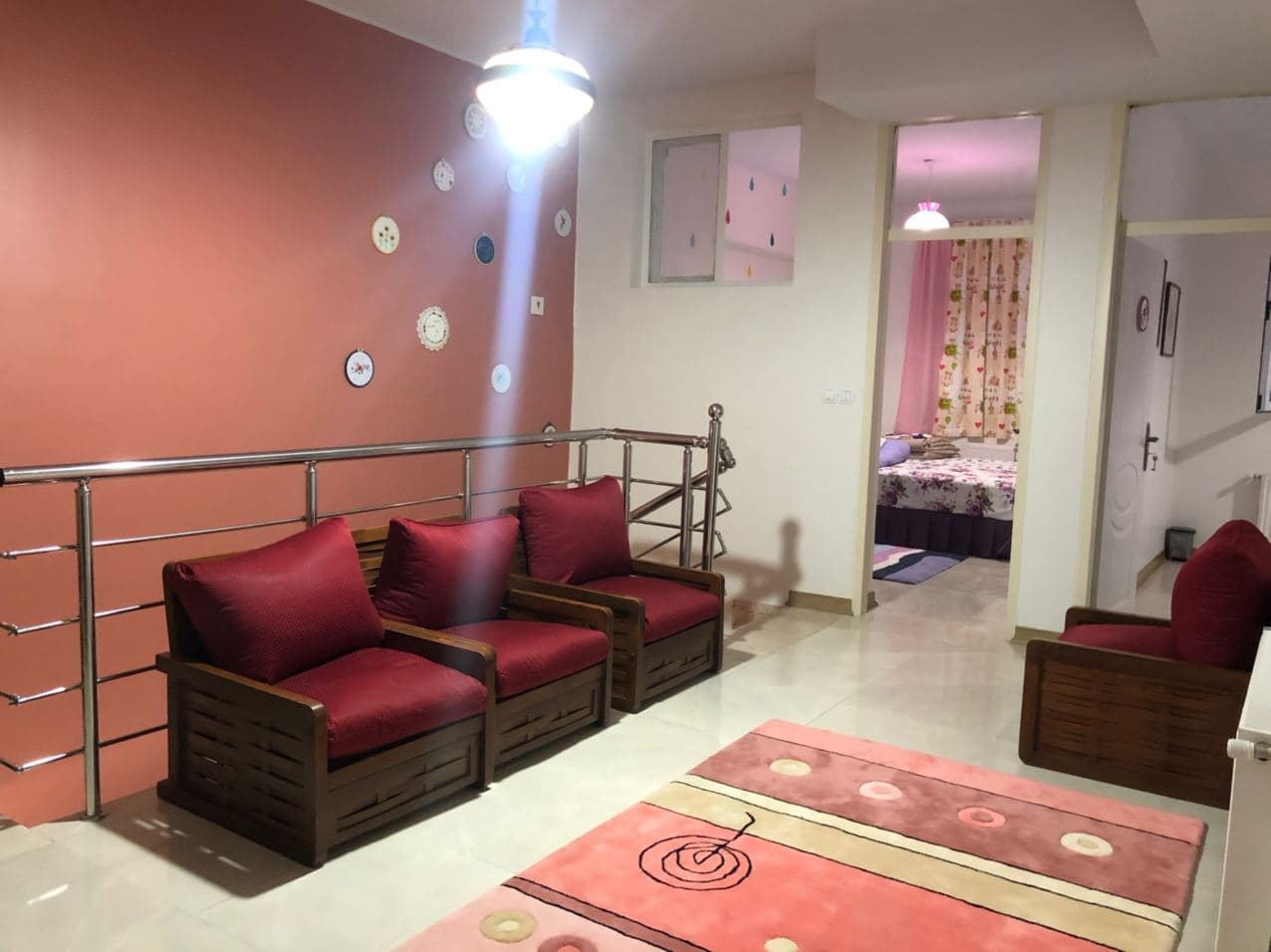
خانه عماد، ساختمان خیابان قباد.

### خانه شماره ۱: خیابان قبا
از آذر ۱۳۹۸، ساختمان اصلی خانه عماد در خیابان قبا قرار دارد. این ساختمان در ۲ طبقه و با ظرفیت ۶ اتاق و یک سوئیت می‌باشد. کودکان بعد از پیوند به همراه مادرانشان در این ساختمان مستقر هستند.
در این ساختمان‌ آشپزخانه و سرویس بهداشتی اتاق‌ها از یکدیگر مجزا است.

### خانه شماره ۲: مرکز طبی تهران
این ساختمان در نزدیکی میدان جمهوری و بیمارستان مرکز طبی کودکان قرار داد. این ساختمان توسط دانشگاه علوم پزشکی تهران برای مدت ۳ سال از تاریخ آبان ۱۳۹۹، در اختیار خانه عماد قرار گرفت. این ساختمان در ۴ طبقه، دارای ۸ اتاق است. این ساختمان با حضور پیروز حناچی، شهردار وقت تهران، و همچنین رئیس وقت دانشگاه علوم‌پزشکی تهران، افتتاح شد.
کودکان پیوندی که درمان خود را در مرکز طبی کودکان انجام می‌دهند، به همراه مادران خود در این مرکز مستقر می‌شوند.

### خانه شماره ۳: بلوار شهرزاد
این ساختمان در بلوار شهرزاد قرار دارد. این ساختمان در ۴ طبقه، دارای ۱۷ اتاق است. در این ساختمان‌ سرویس بهداشتی و آشپزخانه بین اتاق‌های هر طبقه مشترک است.از اسفند ماه ۱۳۹۸، به دلیل شیوع بیماری کرونا و سطح ایمنی پایین کودکان مهمان خانه عماد، این خانه به طور موقت تعطیل شد و ساکنین آن به ساختمان‌هایی جداگانه منتقل شده‌اند.

### آپارتمان‌ها
علاوه بر این سه ساختمان، ۷ واحد آپارتمانی نیز توسط خیرین در اختیار خانه عماد قرار گرفته است. این واحد‌ها در مناطق مختلفی از تهران از جمله تهرانپارس، دولت و خیابان پیروزی هستند. در حال حاضر تمامی این ساختمان‌ها بدون هزینه اجاره یا رهن به صورت موقت در اختیار خانه عماد هستند.

### خرید زمین
خانه عماد در تاریخ ۱۰ اسفند ۱۳۹۹ کمپینی با نام "سهم من" را شروع کرد تا با کمک خیرین قطعه زمینی را در نزدیکی یکی از بیمارستان‌های تهران خریداری کند 

## همکاری با سایر شرکت‌ها

### خیریه سیمرغ
از ابتدای تابستان ۱۳۹۸، خیریه سیمرغ هزینه تهیه بلیط رفت و برگشت برای کودکان خانه عماد به همراه یک نفر همراه از شهرستان‌ها به تهران را بر عهده گرفته است. تا ابتدای تابستان ۱۳۹۹، این خیریه عمده هزینه ۷۴۵ سفر هوایی را برای مهمانان خانه عماد تامین کرده است.

### شرکت تپسی
شرکت تپسی در توافقی با خانه عماد، رفت و آمد کودکان این مرکز به بیمارستان و بالعکس را به طور رایگان انجام می‌دهد.

## آمارها

### خلاصه فعالیت‌ها
جدول زیر خلاصه فعالیت‌های خانه عماد را به تفکیک سال نشان می‌دهد. از آن‌جایی که هر کودک بنا به وضعیت جسمانی‌اش رژیم خاصی دارد، غذاهایی خانگی که در خانه عماد تهیه می‌شوند، برای همراهان بیمار بوده و وظیفه تهیه غذا برای بیماران بر عهده همراهِ آن‌هاست. هر روز صبح مواد غذایی به همراهان داده می‌شود تا آن‌ها غذای فرزندشان را تهیه کنند. 
در جدول زیر بلیط‌های بین‌شهری با کمک خیریه سیمرغ تهیه شده است.
| سال | خانواده | غذا   | اسکان (شب/نفر) | بلیط بین‌شهری | سفرهای درون شهری    |
| --- | ------- | ----- | -------------- | ------------ | ------------------- |
| ۹۷  | ۴۹      | ۱۶۸۸۱ | ۶۹۱۶           | ۱۳۸          | ۶۸۲                 |
| ۹۸  | ۸۶      | ۱۰۴۵۳ | ۸۹۳۸           | ۳۲۸          | تامین شده توسط تپسی |
| ۹۹  | ۱۱۷     | ۱۳۶۶۴ | ۵۶۵۵           | ۳۸۹          | تامین شده توسط تپسی |

### هزینه‌ها
در نه ماهه اول سال ۹۹، در مجموع ۳۶۴ میلیون تومان صرف این خیریه شد. نمودار زیر جزئیات این مخارج را نشان می‌دهد:
جزئیات مخارج شش ماهه اول سال ۹۹

### تعداد اسکان نفر-شب
خانه عماد در مجموع ۱۹۴۳۲ نفر-شب مهمان داشته است. تصاویر زیر، تعداد اسکان نفر-شب به تفکیک ماه‌ را در سال‌ها ۹۷ و ۹۸ نشان می‌دهند.

تعداد اسکان نفر-شب به تفکیک ماه در هر سال
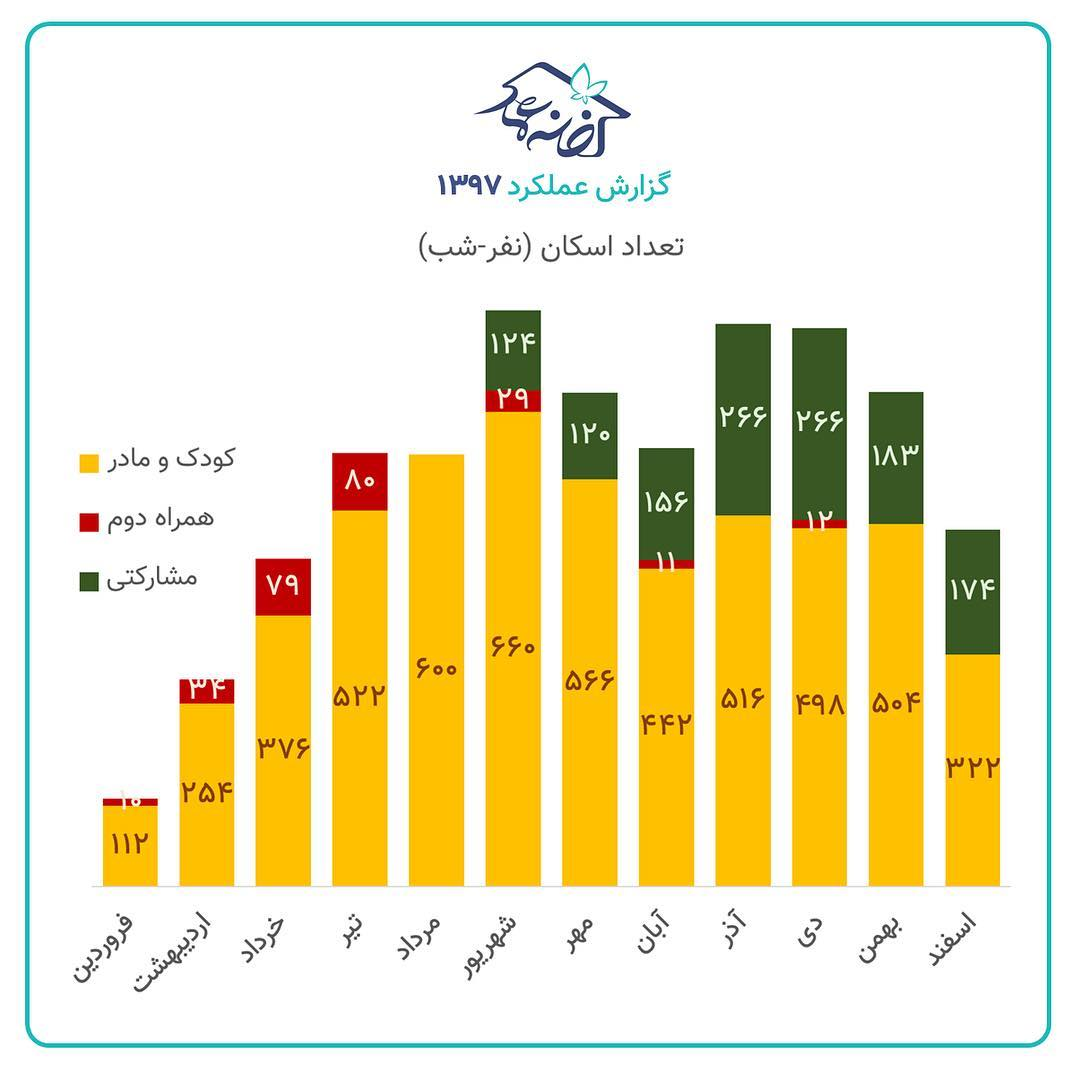
تعداد اسکان سال ۹۷
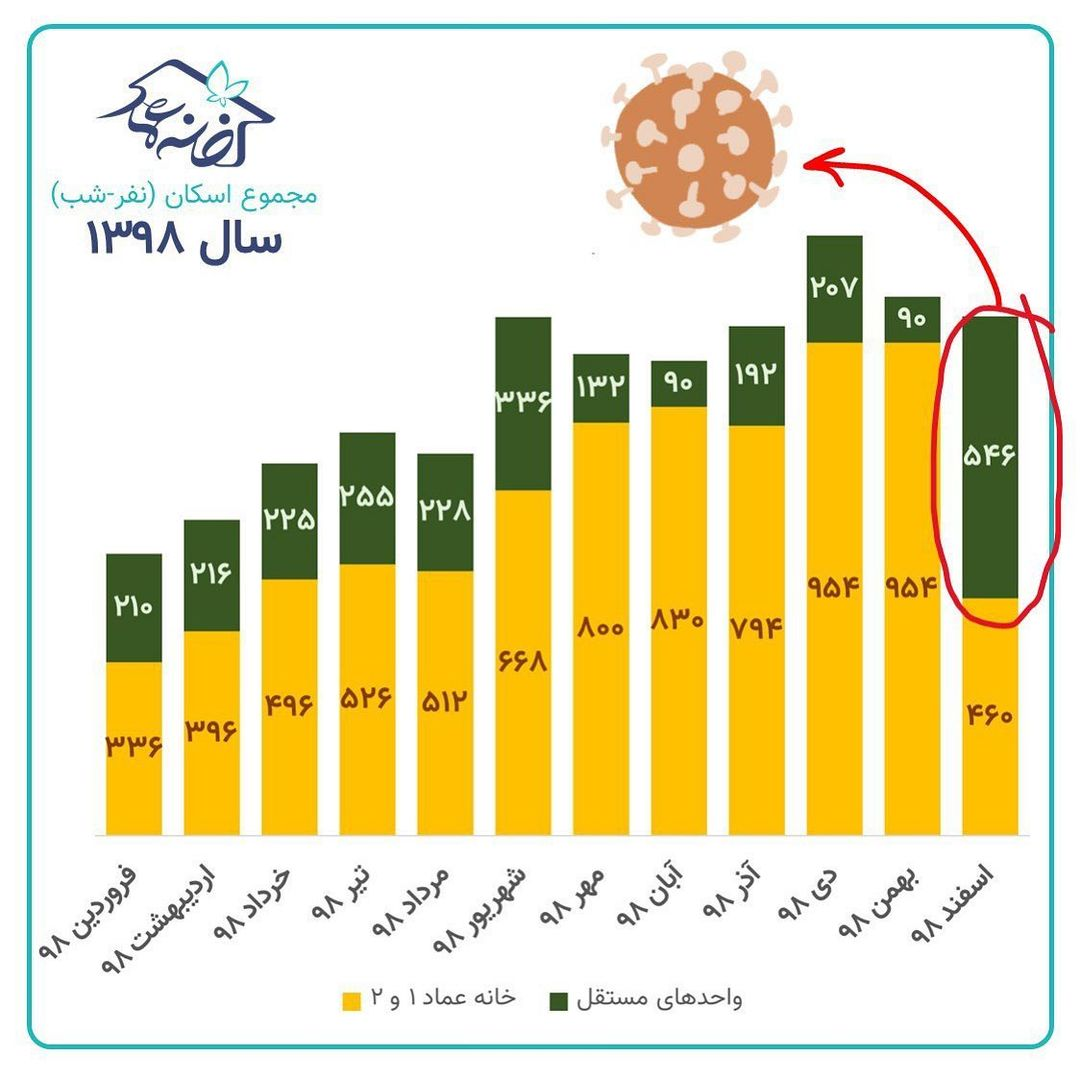
تعداد اسکان سال ۹۸

### خانواده‌ها به تفکیک استان
خانه عماد تاکنون میزبان ۱۵۱ خانواده از ایران و یک خانواده افغان بوده است. نقشه زیر پراکندگی این خانواده‌ها را در سال‌های ۹۸ و ۹۹ به تفکیک استان نشان می‌دهد.
جدول زیر پراکندگی خانواده‌های مهمان خانه عماد را به تفکیک سال نشان می‌دهد.
| ردیف  | نام استان           | سال ۹۹ | سال ۹۸ |
| ----- | ------------------- | ------ | ------ |
| ۱     | آذربایجان شرقی      | ۴      | ۱      |
| ۲     | آذربایجان غربی      | ۲      | ۱      |
| ۳     | اردبیل              | ۱      | ۰      |
| ۴     | اصفهان              | ۹      | ۷      |
| ۵     | البرز               | ۲      | ۲      |
| ۶     | ایلام               | ۰      | ۱      |
| ۷     | بوشهر               | ۲      | ۰      |
| ۸     | تهران               | ۴      | ۲      |
| ۹     | چهارمحال و بختیاری  | ۰      | ۲      |
| ۱۰    | خراسان جنوبی        | ۰      | ۱      |
| ۱۱    | خراسان رضوی         | ۲      | ۴      |
| ۱۲    | خراسان شمالی        | ۳      | ۱      |
| ۱۳    | خوزستان             | ۵      | ۱۰     |
| ۱۴    | زنجان               | ۴      | ۳      |
| ۱۵    | سمنان               | ۶      | ۱      |
| ۱۶    | سیستان و بلوچستان   | ۱۶     | ۱۰     |
| ۱۷    | فارس                | ۵      | ۲      |
| ۱۸    | قزوین               | ۱      | ۱      |
| ۱۹    | قم                  | ۲      | ۳      |
| ۲۰    | کردستان             | ۲      | ۱      |
| ۲۱    | کرمان               | ۱۳     | ۷      |
| ۲۲    | کرمانشاه            | ۴      | ۲      |
| ۲۳    | کهگیلویه و بویراحمد | ۳      | ۳      |
| ۲۴    | گلستان              | ۳      | ۰      |
| ۲۵    | گیلان               | ۱      | ۰      |
| ۲۶    | لرستان              | ۳      | ۴      |
| ۲۷    | مازندران            | ۵      | ۳      |
| ۲۸    | مرکزی               | ۲      | ۱      |
| ۲۹    | هرمزگان             | ۶      | ۹      |
| ۳۰    | همدان               | ۲      | ۱      |
| ۳۱    | یزد                 | ۴      | ۲      |
| مجموع | مجموع               | ۱۱۶    | ۸۵     |